# Pilot Pen Tennis 2004
Pilot Pen Tennis 2004 — жіночий тенісний турнір, що проходив на відкритих кортах з твердим покриттям Cullman-Heyman Tennis Center у Нью-Гейвені (США). Це був 22-й за ліком Connecticut Open. Належав до турнірів 2-ї категорії в рамках Туру WTA 2004. Тривав з 22 до 28 серпня 2004 року. Сьома сіяна Олена Бовіна здобула титул в одиночному розряді й отримала 93 тис. доларів США.

## Фінальна частина

### Одиночний розряд
- Олена Бовіна —  Наталі Деші 6–2, 2–6, 7–5

### Парний розряд
- Надія Петрова /  Меган Шонессі —  Мартіна Навратілова /  Ліза Реймонд 6–1, 1–6, 7–6(7–4)